# Armando Di Pasquale
Armando Di Pasquale (Palermo, 28 marzo 1919 – Palermo, 2016) è stato uno storico italiano.

## Biografia
Nacque nel 1919 a Palermo da Rocco Giuseppe e Concetta De Negri, di origine genovese, e si laureò nel 1940 con Paolo Fortunati, allora professore di Statistica all'Università di Palermo, discutendo la tesi su "La popolazione studentesca di Palermo dalle origini ai nostri giorni".
Presidente onorario del TAR Sicilia, professore di Demografia e di Demografia Storica alla facoltà di Scienze Politiche dell'Università di Palermo, Armando Di Pasquale ha scritto numerosi saggi di argomento storico e demografico, alcuni dei quali pubblicati in riviste come Il Circolo Giuridico, Statistica, l'Accademia Nazionale di Scienze Lettere e Arti e gli Annali della facoltà di Economia e Commercio di Palermo.

## Opere
- Notizia di un manoscritto inedito di Antonio Lucchesi Palli, Lilia, Palermo 1947, in Annali della Facolta di economia e commercio, rivista dell'Universita di Palermo, anno 1., 1947;
- Sull'anno di fondazione della Universita di Palermo, Circolo giuridico, anno 1947;
- Le rassegne dei discenti: l'affluenza dei giovani all'Universita palermitana tra la fine del 700 e il principio dell'800, in Annali della Facolta di economiae commercio dell'Universita di Palermo, 1 (1947), n. 2;
- La distribuzione dei professori universitari secondo l'eta e il luogo d'origine, Lilia, Palermo 1948;
- La popolazione studentesca universitaria di Palermo dalle origini ai nostri giorni Giuffrè Editore, Milano 1949, in Statistica, 1948, fasc. 4., 1949, fasc. 1.
- Considerazioni su la crisi e la fine del regno di Sicilia, in Annali della facolta di economia e commercio dell'Universita di Palermo, anno VII, vol. II, Palermo 1953.
- Sugli studi statistico-giudiziari di Emerico Amari, Palermo 1953, in Atti dell'Accademia di scienze lettere e arti di Palermo, 1951-1952, serie 4., vol. 13., parte 2.;
- Alcuni aspetti statistico-sociali della Sicilia sotto Filippo II di Spagna, in Annali della Facolta di economia e commercio dell'Universita di Palermo, Anno 5, 1951 e anno 7, 1953;
- Lezioni di Statistica giudiziaria, Palermo 1952;
- Lineamenti di statistica giudiziaria, Giuffrè Editore, Milano 1961;
- Note su al numerazione e la descrizione generale del Regno di Sicilia dell'anno 1548, Mori, Palermo 1970;
- Palermo nel 1480: la popolazione del quartiere della Kalsa, prefazione di Virgilio Titone; Mori, Palermo 1975;
- Sulla ricostruzione storico-demografica di Palermo attraverso gli archivi parrocchiali, pp. 220–232, in Archiva ecclesiae, 18/21(1975/1978).
- Elementi di demografia, Palermo 1981;
- Francesco Ferrara storico della popolazione siciliana, Roma 1990, P. 165-170, da Francesco Ferrara e il suo tempo, atti del Congresso, Palermo 27-30 ottobre 1988;
- Sugli ebrei di Sicilia verso la fine del XV secolo, P. 195-216, in Atti dell'Accademia di scienze lettere e arti di Palermo, ser.5., v. 9. (1988-89) part. 2.;.
- La numerazione generale inedita della popolazione siciliana dell'anno 1737, Palermo 1988, in Atti della Accademia di scienze lettere e arti di Palermo, 1987-88;
- Aspetti storico-demografici di Sicilia, Palermo 1994;
- Il sito di Panormo arcaica, Palermo 1996;
- Gli studenti dell' Universita di Palermo dal 1797 al 1947, Palermo 2001.